# Правна норма
Вижте пояснителната страница за други значения на норма.
Правната норма е създадено и обезпечавано от държавата правно предписание от общозадължителен характер, правило за поведение на правните субекти. Тя е съвкупност от юридически права и задължения, регулиращи поведението на адресатите и отношенията между тях. Правните норми се приемат от компетентен държавен орган по установен от закона ред. Обезпечени с принудителната сила на държавата, тяхното неизпълнение води до настъпване на специфични принудителни юридически последици – санкции. 

## Структура на правната норма
В структурата на повечето правни норми са включени три специфични елемента: хипотеза, диспозиция и санкция. В хипотезата се съдържат условията и предпоставките, при настъпването на които съответната норма ще бъде приложима. Диспозицията съдържа самото правило за поведение на правните субекти. В нея са определени правата и задълженията адресирани до субектите на правото. Санкцията посочва неблагоприятните последици, наказанията, които могат да настъпят за субекта, в случай че поведението му противоречи на правните предписания, т.е. не изпълнява правната норма.

## Видове
Поради спецификата на правилата на поведение, които правните норми обхващат и регулират, те най-общо могат да бъдат разграничени на:
- регулиращи – норми, обвързани с регулиращата функция на правото;
- охранителни – обвързани с охранителната функция на правото;
- задължаващи – съдържат изискване към субекта да извърши активно действие;
- забраняващи – съдържат изискване към субекта да се въздържа от извършването на активни действия, т.е. да има пасивно поведение;
- оправомощаващи –правото на субектите да действат в определени от самите тях рамки;
- заповеднически (императивни) – определят като задължително определено правило за поведение (напр. нормата на чл.9 ал.1 от НК: „Престъпление е това общественоопасно деяние (действие или бездействие), което е извършено виновно и е обявено от закона за наказуемо“);
- диспозитивни – предоставят на правните субекти възможността сами да определят поведението си и се прилагат само ако това поведение не бъде определено. Нормата е на разположение (в диспозиция) на правния субект и той решава дали да се съобрази със съдържанието ѝ;
- декларативни – съдържат правен принцип;
- дефинитивни – съдържат легалното законово определение на дадено понятие;
- препращащи – за правна икономичност препращат към разпоредбите на друга правна норма от същия нормативен акт;
- бланкетни – препращат към разпоредбите на правна норма от друг нормативен акт;
- оперативни (норми относно норми) – свързани с очертаване на действието на правните норми (влизане в сила, изменение, отмяна);
- колизионни – норми, решаващи определен конфликт в правната материя, най-често прилагани в международното частно право.